# 匈奴航空
匈奴航空是一間在2011年飛行定期航班的蒙古航空公司，原名蒙古航空集團，但與名稱相似的蒙古載旗航空公司蒙古民用航空運輸並沒有關係。因名字相當接近，為避免混亂，公司於2013年4月改稱現名。

## 歷史

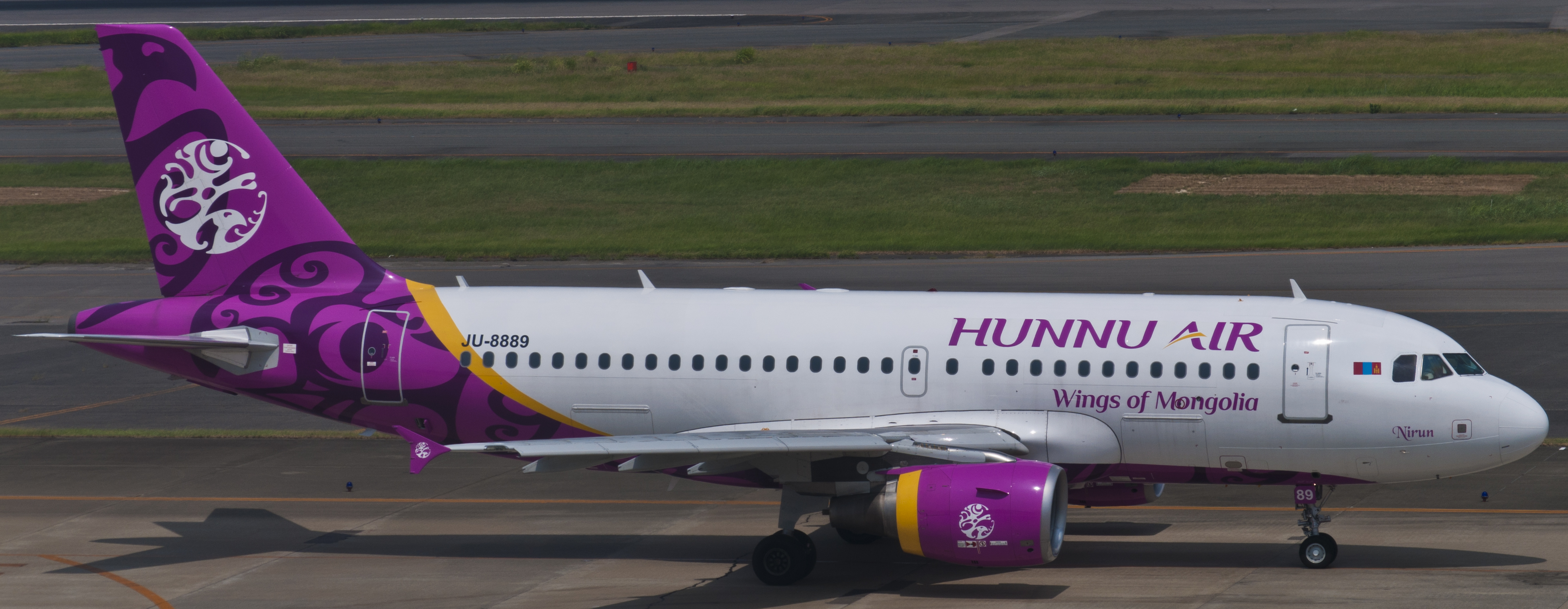
匈奴航空的空中巴士A319

2011年9月，匈奴航空的前身蒙古航空集團LLC正式成立，其安-2飛機的經營權是由Tselmeg Tengeriin Nisleg LLC100%擁有，並且一起使用。此次購入的飛機為蒙古民用航空運輸擁有，但是因公司的擁有身分、它的名字還有蒙古民用航空運輸的歷史，令到它在公眾中造成了混亂。
蒙古航空集團在2011年12月2日開始提供服務，於同年購入兩架荷蘭製的福克-50飛機，於2012年開始飛行其首個國內定期航班。在其購入兩架空中巴士A319飛機，於2012年初交付後，它成為蒙古第一個使用該飛機的航空公司。

## 機隊

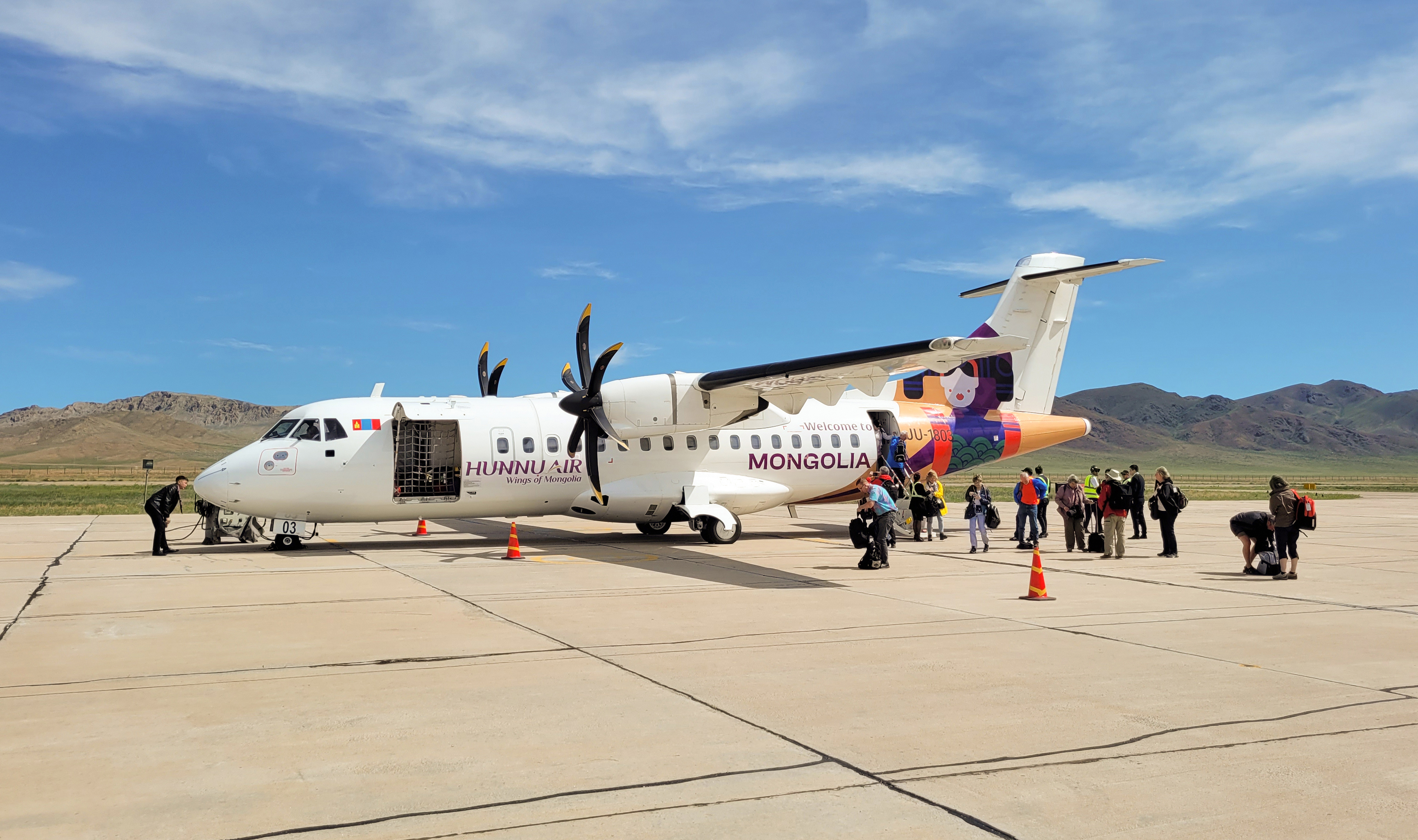
匈奴航空ATR 42

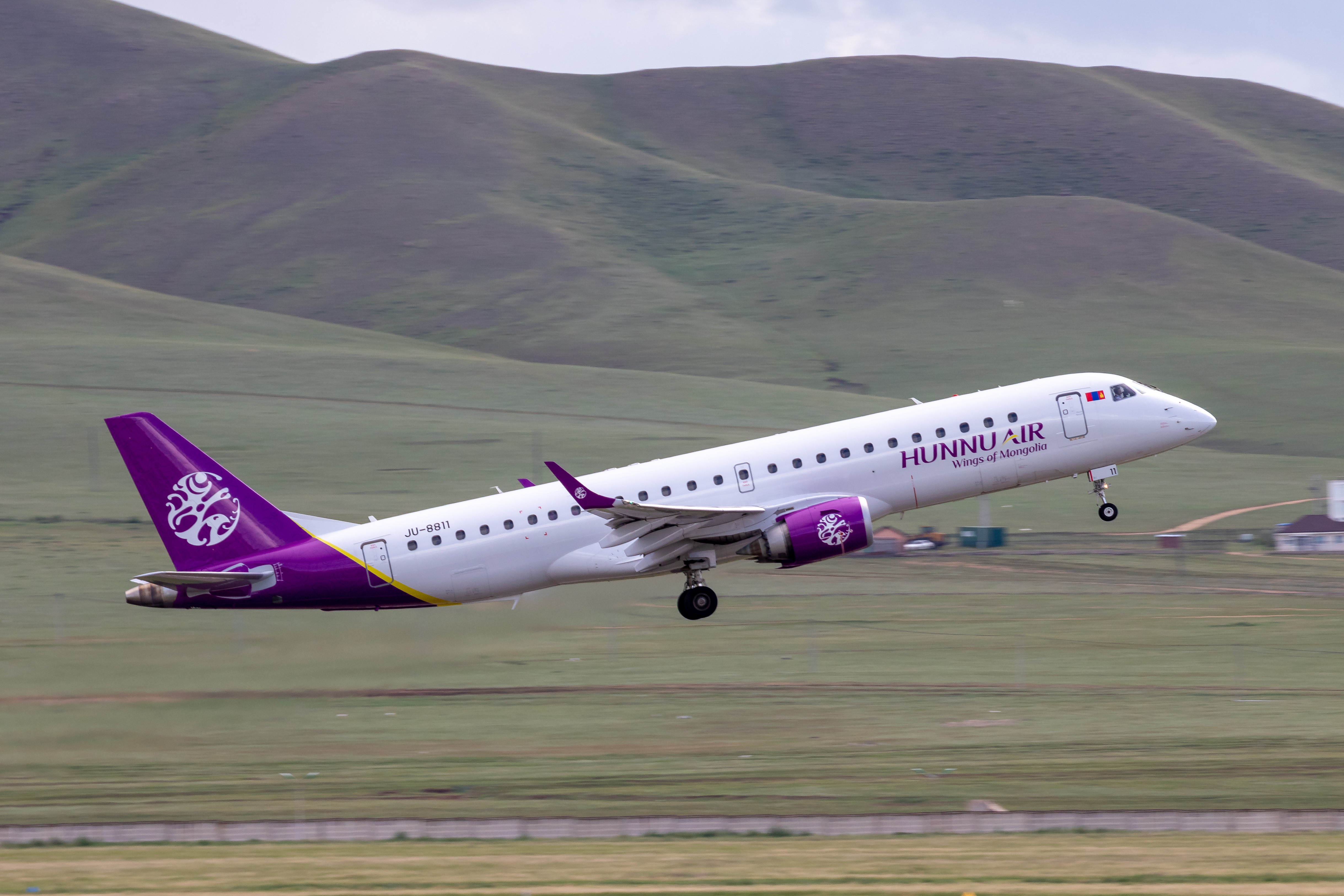
匈奴航空ERJ-190

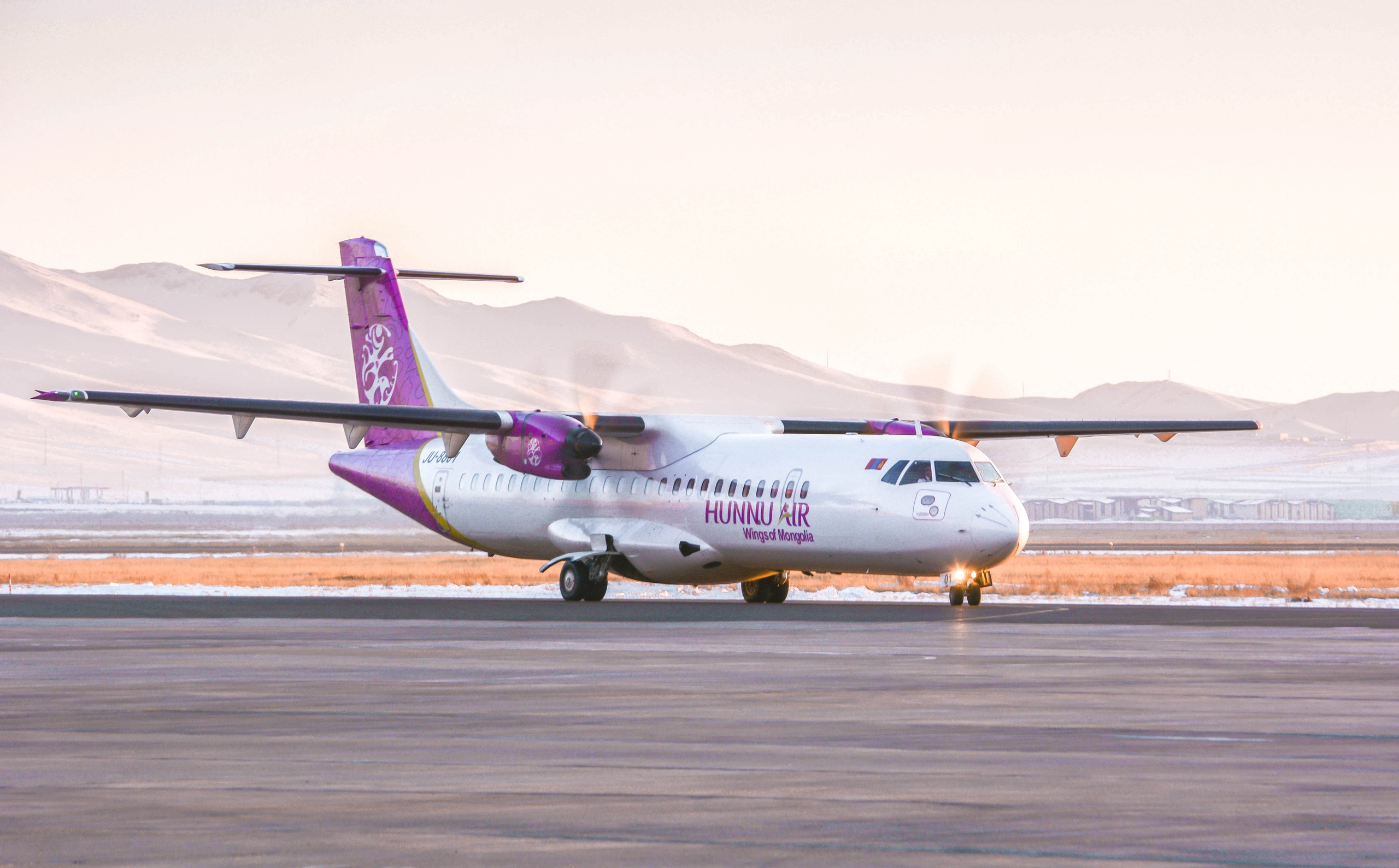
匈奴航空ATR 72

截至2025年4月匈奴航空機隊：